# Can Selva
Can Selva és un masia ubicada al centre històric del municipi de Santa Coloma de Gramenet (Barcelonès). Actualment, és un monument protegit com a bé cultural d'interès local

## Història
La masia de Can Selva fou, en origen, una casa pairal construïda al segle xviii. durant el segle xix, quan era propietat de la família Ribó, va arribar a posseir una gran extensió de terra. Concebuda inicialment com a edificació aïllada, va ser utilitzada com escola a finals del segle xix. Posteriorment es va adaptar amb una important transformació a la realitat del seu entorn urbà.

## Descripció
És una masia que inicialment devia ser de tres cossos, com la majoria de la zona. Té tipologia basilical -tot i que li manca un cos- amb planta baixa, pis i golfes, i coberta a dos vessants. La façana, arrebossada, té portal adovellat de punt rodó, finestres amb llinda i brancals de pedra i tres obertures de punt rodó en el pis superior. Manté la porta dovellada, la finestra del pis i les arcuacions de les golfes, totes de pedra, així com un rellotge de sol.